# Partido Liberal Democrata (Japão)
O Partido Liberal Democrata (em japonês: 自由民主党; rōmaji: Jiyū-Minshutō), frequentemente abreviado como PLD (em japonês: 自民党; rōmaji: Jimintō), é um partido político japonês. É o maior partido do Japão, forma um governo de coalizão com o partido Novo Komeito e vem mantendo-se regularmente no poder desde sua fundação, em 1955, abrangente membros de diversas ideologias e grupos de interesse. Por esses motivos, o partido é considerado um "partido pega-tudo" conservador. A sigla conta com membros como o primeiro-ministro Fumio Kishida, o ex-primeiro-ministro, Shinzō Abe, assassinado em 2022 e demais ministros que fazem parte da Nippon Kaigi, uma organização considerada ultranacionalista e monarquista.
Depois de uma vitória contundente nas eleições legislativas de 2005, o PLD manteve uma maioria absoluta na Câmara dos Representantes do Japão. Shinzo Abe sucedeu Junichiro Koizumi, então primeiro-ministro, como presidente do partido no dia 20 de setembro de 2006. Após uma grave derrota nas eleições de 2007, o partido perdeu a maioria na Câmara dos Conselheiros. Em 12 de setembro de 2007, Abe, repentinamente, renunciou de seu cargo como primeiro-ministro e foi substituído por Yasuo Fukuda. Após a eleição de 16 de dezembro de 2012, a sigla conseguiu eleger a maioria da Câmara Baixa da Dieta, contando com 328 das 478 cadeiras. Assim, em 26 de dezembro, Abe foi reconduzido ao posto de primeiro-ministro até renunciar novamente em 16 de setembro de 2020 e ser substituído por Yoshihide Suga.
O PLD não deve ser confundido com os extintos Partido Democrático do Japão (民主党; Minshutō) e Partido Democrático (民進; Minshintō). A sigla também não deve ser confundida com o Partido Liberal (自由党; Jiyūtō), existente de 1998 a 2003, ou com o Partido Liberal (自由党; Jiyū-tō), existente de 2016 a 2019.

## Histórico
O PLD permaneceu no poder na maior parte do tempo desde sua fundação até os dias atuais, exceto por dois períodos: entre 1993 e 1994, com a formação de um governo de coalizão que deixou o PLD de fora; Um segundo período que em esteve ausente do poder foi durante os governos do Partido Democrático do Japão, entre 2009 e 2012.

### Fundação e primeiros anos
O PLD foi criado em 1955 com a união do Partido Liberal (自由党; Jiyutō), liderado por Shigeru Yoshida, com o Partido Democrático do Japão (日本民主党; Nihon Minshutō), liderado por Ichirō Hatoyama. Ambas siglas concordaram em se unir para formar um partido unificado contra o Partido Socialista do Japão, que na época era bastante popular entre o eleitorado japonês. O PLD venceu as seguintes eleições que foram realizadas e conseguiu formar o primeiro governo conservador no Japão com uma grande maioria. Desde então, conseguiu se manter no governo até 1993.
O PLD começou reorientando a política externa do Japão, com medidas que vão desde a adesão e participação ativa na ONU, até o restabelecimento de contatos diplomáticos com a URSS. Na maioria das eleições que ocorreram após 1955, tornou-se a força política com mais votos, praticamente tendo como oposição apenas o Partido Socialista do Japão e o Partido Comunista do Japão. Por isso, entre as décadas de 1950 e 1970, os EUA, por meio da CIA, gastou milhões de dólares durante as campanhas eleitorais japonesas buscando aumentar o apoio popular ao PLD e, por sua vez, contra os partidos e movimentos considerados de esquerda, como os socialistas e comunistas. Apenas nos 1990 a interferência dos EUA foi revelada ao público pelo jornal estado-unidense The New York Times.

### Período recente
Cinco anos após seu retorno ao poder em 1996, o PLD ficou sob a liderança de Junichiro Koizumi. Com outra vitória nas eleições gerais de 2005, manteve a maioria absoluta na Dieta Nacional e formou um governo de coalizão com o partido Novo Kōmeitō. O período de governo de Koizumi foi marcado por sua aliança com então presidente estado-unidense George W. Bush, políticas descritas como populistas de direita e a privatização dos correios japoneses, que em questões econômicas, era o principal objetivo do governo Koizumi.
Shinzō Abe sucedeu Junichiro Koizumi como presidente do partido em 20 de setembro de 2006, embora só tenha ocupado o cargo por um curto período. Nesse contexto, o partido sofreu uma grande derrota nas eleições de 2007 para a Câmara dos Vereadores e perdeu a maioria nesta Câmara pela primeira vez em sua história. Em 12 de setembro de 2007, Abe renunciou ao cargo de primeiro-ministro e líder do partido, e foi sucedido por Yasuo Fukuda, que por sua vez renunciou em 1º de setembro de 2008, após apenas um ano no cargo. Em seguida, o veterano Tarō Asō assumiu a liderança do governo e do partido, mas nas eleições gerais de 2009, o PLD sofreu um grande revés eleitoral contra o Partido Democrático do Japão (民主党; Minshutō) ao perder 177 assentos no parlamento, o que levou à sua saída do governo. Essa derrota acabou com pouco mais de meio século de governos conservadores.
Entretanto, após três anos de governo, o Partido Democrático do Japão sofreu uma forte erosão e nas eleições gerais de 2012, o PLD, novamente sob a liderança de Shinzō Abe, obteve uma vitória massiva e retornou ao poder. Desde então, os conservadores permanecem liderando o governo japonês.

## Resultados eleitorais

### Eleições legislativas
| Ano  | M. Uninominal | M. Uninominal | M. Uninominal | M. Uninominal | M. Proporcional | M. Proporcional | M. Proporcional | M. Proporcional | Deputados | +/- | Status   |
| Ano  | Cl.           | Votos         | %             | +/-           | Cl.             | Votos           | %               | +/-             | Deputados | +/- | Status   |
| ---- | ------------- | ------------- | ------------- | ------------- | --------------- | --------------- | --------------- | --------------- | --------- | --- | -------- |
| 1958 | 1.º           | 23 480 170    | 59,1 / 100    |               |                 |                 |                 |                 | 298 / 467 |     | Governo  |
| 1960 | 1.º           | 22 950 404    | 58,1 / 100    | 1,0           | 300 / 467       | 2               | Governo         |                 |           |     |          |
| 1963 | 1.º           | 22 972 892    | 56,0 / 100    | 2,1           | 283 / 467       | 17              | Governo         |                 |           |     |          |
| 1967 | 1.º           | 22 447 838    | 48,8 / 100    | 7,2           | 277 / 486       | 6               | Governo         |                 |           |     |          |
| 1969 | 1.º           | 22 381 570    | 47,6 / 100    | 1,2           | 288 / 486       | 11              | Governo         |                 |           |     |          |
| 1972 | 1.º           | 24 563 199    | 46,9 / 100    | 0,7           | 271 / 491       | 17              | Governo         |                 |           |     |          |
| 1976 | 1.º           | 23 653 626    | 41,8 / 100    | 5,1           | 249 / 511       | 22              | Governo         |                 |           |     |          |
| 1979 | 1.º           | 24 084 130    | 44,6 / 100    | 2,8           | 248 / 511       | 1               | Governo         |                 |           |     |          |
| 1980 | 1.º           | 28 262 442    | 47,9 / 100    | 3,3           | 284 / 511       | 36              | Governo         |                 |           |     |          |
| 1983 | 1.º           | 25 982 785    | 45,8 / 100    | 2,1           | 250 / 511       | 34              | Governo         |                 |           |     |          |
| 1986 | 1.º           | 29 875 501    | 49,4 / 100    | 3,6           | 300 / 512       | 50              | Governo         |                 |           |     |          |
| 1990 | 1.º           | 30 315 417    | 46,1 / 100    | 3,3           | 275 / 512       | 25              | Governo         |                 |           |     |          |
| 1993 | 1.º           | 22 999 646    | 36,6 / 100    | 9,5           | 223 / 511       | 52              | Oposição        |                 |           |     |          |
| 1996 | 1.º           | 21 836 096    | 38,6 / 100    | 2,0           | 1.º             | 18 205 955      | 32,8 / 100      | 4               | 239 / 500 | 16  | Governo  |
| 2000 | 1.º           | 24 945 807    | 41,0 / 100    | 2,4           | 1.º             | 16 943 425      | 28,3 / 100      | 4,5             | 233 / 480 | 6   | Governo  |
| 2003 | 1.º           | 26 089 326    | 43,9 / 100    | 2,9           | 2.º             | 20 660 185      | 35,0 / 100      | 6,7             | 237 / 480 | 4   | Governo  |
| 2005 | 1.º           | 32 518 389    | 47,8 / 100    | 3,9           | 1.º             | 25 887 798      | 38,2 / 100      | 3,2             | 296 / 480 | 59  | Governo  |
| 2009 | 2.º           | 27 301 982    | 38,7 / 100    | 9,1           | 2.º             | 18 810 217      | 26,7 / 100      | 11,5            | 119 / 480 | 177 | Oposição |
| 2012 | 1.º           | 25 643 309    | 43,0 / 100    | 4,3           | 1.º             | 16 624 457      | 27,8 / 100      | 1,0             | 294 / 480 | 175 | Governo  |
| 2014 | 1.º           | 25 461 448    | 48,1 / 100    | 5,1           | 1.º             | 17 658 916      | 33,1 / 100      | 5,5             | 291 / 475 | 3   | Governo  |
| 2017 | 1.º           | 26 500 776    | 47,8 / 100    | 0,1           | 1.º             | 18 555 717      | 33,3 / 100      | 0,2             | 284 / 465 | 7   | Governo  |
| 2021 | 1.°           | 27 626 157    | 48,1 / 100    | 0,3           | 1.°             | 19 914 883      | 34,7 / 100      | 1,4             | 261 / 465 | 23  | Governo  |